# Эйленбург, Филипп цу
Князь Филипп Фридрих Александр цу Эйленбург унд Хертенфельд, Граф фон Санделс (нем. Philipp Friedrich Alexander Fürst zu Eulenburg und Hertefeld Graf von Sandels; 12 февраля 1847, Кёнигсберг — 17 сентября 1921, Либенберг) — немецкий политик и дипломат времен Германской империи. Был близким другом кайзера Вильгельм II. В течение долгого времени они входили в так называемый «либенбергский кружок», который собирался в поместье князя в Либенберге и помимо просто места общения приобрел и важное политическое влияние.
Филипп цу Эйленбург имел гомосексуальные наклонности, собрания кружка носили и гомоэротический характер. В 1906 году журналист Максимилиан Гарден выступил с разоблачением его ориентации. Последовал скандал и громкий судебный процесс (гомосексуальность считалась в Германии преступлением). Несмотря на то, что князь был оправдан, данное судебное разбирательство привело к глубокому политическому кризису и потере доверия общественности к императорской власти.

## Биография
Эйленбург родился в Кенигсберге, провинция Пруссия, был старшим сыном Филиппа Конрада, графа цу Эйленбург (Кенигсберг, 24 апреля 1820 - Берлин, 5 марта 1889) и его жены баронессы Александрин фон Роткирх и Пантен (Глогау, 20 июня 1824  - Мерано, 11 апреля 1902). У Эйленбурга были сложные отношения с отцом, но он был близок со своей артистичной матерью. Она была прекрасной пианисткой, и её часто приглашала Козима фон Бюлов поиграть для неё на пианино.
Эйленбург получил образование во французской гимназии в Берлине. С 1863 года он посещал гимназию в Дрездене, Саксония. В 1866 году австро-прусская война вынудила его покинуть Саксонию, которая теперь была вражеской территорией. Хотя ему не нравилась военная карьера, он поступил в Прусский гвардейский корпус в качестве кадета-офицера в соответствии с желанием своего отца. Во время франко-прусской войны 1870-1871 годов он служил под началом немецкого военного губернатора Страсбурга и получил Железный крест. В октябре 1871 года Эйленбург снова ушел из армии, чтобы возобновить юридические занятия. 
После франко-прусской войны Эйленбург в течение года путешествовал по Востоку (тогда назывался Средний Восток), где Эйленбург заразился тифом в Египте. С 1872 по 1875 год он учился в Лейпцигском и Страсбургском университетах, изучая право. 

## Личная жизнь
20 ноября 1875 года Филипп цу Эйленбург женился в Стокгольме на баронессе и впоследствии графине Августе Сандельс (1853—1941), дочери последнего графа Сандельса и Гедвиги Генриетты Эмилии Августы Терсмеден.
В семье родилось восемь детей:
- Филипп цу Эйленбург (1876—1878)
- Астрид цу Эйленбург (1879—1881)
- Александрина Элиза Клара Антония цу Эйленбург (1880—1957)
- Фридрих Венд цу Эйленбург (1881—1963)
- Августа Александрина цу Эйленбург (1882—1974)
- Бото Зигварт цу Эйленбург (1884—1915), женат на певице Елене Штегеман.
- Карл цу Эйленбург (1885—1975).
- Виктория Ада Астрид Агнесса цу Эйленбург (1886—1967), прабабушка наследной принцессы Софии Лихтенштейнской.